# La notte della Taranta 2010
La notte della Taranta 2010 è un album del pianista italiano Ludovico Einaudi registrato dal vivo e pubblicato il 28 Settembre 2011 dall'etichetta discografica Ponderosa Music & Art. Il disco vede la partecipazione straordinaria di Mauro Durante, Mercan Dede & Secret Tribe, Giuseppe Aprile Di Calimera, Mascarimirì, Sud Sound System, Vito Domenico Palumbo, Taraf de Haïdouks, Ballaké Sissoko, Alessia Tondo, Antonio Castrignanò, Orchestra La Notte Della Taranta e Redi Hasa.

## Descrizione
L'album è stato registrato dal vivo al Concertone della Notte della Taranta a Melpignano il 28 Agosto 2010 tranne le tracce 3, 5, 8, 10 registrate al Barbican Centre di Londra il 25 giugno del 2011 e la traccia 6 registrata tra il Salento Sud Sound System, il Mixar studio di Lecce e il Mai Tai studio di Milano.
I pezzi sono stati mixati al Mai Tai studio tranne le tracce 3, 5, 8, 10 che sono state mixate live al Barbican Centre.
Il festival Notte della Taranta, che si svolge ogni anno nella penisola salentina a Melpignano, ha affidato per questa versione 2010, e per la prima volta, la direzione musicale a Ludovico Einaudi. Fiducia che sarà rinnovata per la sessione 2011. Il maestro riuscirà a sposare vari suoni e varie voci che cantano in salentino o in grico, due dialetti locali.
Al pianoforte Ludovico Einaudi e i principali artisti che hanno collaborato al progetto sono:
- Orchestra La Notte Della Taranta, (fisarmonica, organetto, armonica, zampogna, violoncello, contrabbasso, violino, viola, batteria, percussioni, tamburello, basso, chitarra, mandolino) per tutti i titoli
- Mauro Durante al violino, tamburello e arrangiamenti (1, 4, 6, 7)
- Mercan Dede, al live electronics (2, 7)
- Alberto Fabris, al live electronics (2, 6)
- Ballaké Sissoko alla kora (2, 3)
- Andrea Presa, al Didgeridoo (7)
- Giancarlo Paglialunga, voce (3, 4, 7)
- Antonio Castrignanò, voce e tamburello (4, 7)
- Alessia Tondo, voce (4, 5)
- Savina Yannatou, voce (5, 8, 10)
- Antonio Amato, voce (2, 8)
- Emanuele Licci, voce e chitarra (2, 4, 5)
- Anna Cinzia Villani, voce (4)
- Enza Pagliara, voce (4, 10)
- Claudio "Cavallo" Giagnotti (da Mascarimirì), voce (6, 7)
- Mascarimirì, (6)
- Sud Sound System, (6)
- Taraf de Haïdouks, taraf (piccola band) rom dalla Romania (9)[1]

## Tracce
Musiche di Ludovico Einaudi.
1. Introductio Ad Regnum Tarantulae – 7:37
2. Ninna nanna – 6:33
3. Ferma zitella – 4:56
4. Pizzica di Aradeo – 5:16
5. Aremu – 5:27
6. Bedda Carusa – 3:20
7. Pizzica degli Ucci – 6:44
8. Damme nu ricciu – 6:11
9. Pizzica Taraf – 5:24
10. Kali Nifta – 7:49

Durata totale: 59:17